# Якан
Якан — мыс на арктическом побережье пролива Лонга Чукотки, в устье реки Екаэнмываам, в 140 км к северо-западу от посёлка Мыс Шмидта.
Характерные скалы мыса Якан местными морскими охотниками использовался как ориентир при подходе к берегу, отсюда происходит название, в переводе с чук. — «употреблять, использовать».
По мысу проводят границу между Восточно-Сибирским и Чукотским морями. Представляет собой скалистый обрыв высотой 40-50 м. На мысе находятся колонии морских птиц — моевки (от 1 до 8 тыс. пар), бургомистра (40 пар) и чистика (15-20 пар), в районе колонии на гнездовании отмечен сапсан.
Фердинанд Врангель в 1824 году нанёс на карту мыс Энмытагын, ошибочно подписав его «Якан».